# Перший жіночий театр «На Грушках»
Пе́рший жіно́чий теа́тр — модерний оригінальний театр у столиці України місті Києві, прикметною рисою якого є суто жіночий склад акторів колективу. Назва театру пояснюється тим, що для репетицій було знайдено сцену Будинку Культури "Росток", який розташовано у відповідному районі міста Києва (район Грушки. Унікальною для України є і форма юридичної реєстрації трупи як неприбуткової громадської організації.
Перший суто жіночий театр у Києві. Чоловікам, природно, вхід не заборонений, і навіть вітається. І не варто думати, що театр претензійно пропагує войовничий фемінізм. Просто талановитим випускницям акторського курсу прийшла думка заповнити нішу саме такого театру — не стільки з жіночою тематикою вистав), але з жіночим розумінням і втіленням, з підходом до сенсу театрального мистецтва.
З'явився він у 2005 році. Тоді ініціативу актрис Ірини Гаврилець, Тетяни Несвідоменко, Наталії Шилової та Лідії Семесюк підтримали їх педагоги — Ю. П. Непша і Володимир Костянтинович Абазопуло  (останній-народний артист України, актор театру ім. Івана Франка). Вони ж стали відповідно художнім керівником і режисером з пластики нового театру. 
Дебютом 15 квітня 2007 року стала вистава «Сповідь черниці» за романом Дені Дідро. Свого часу цей роман був написаний відомим енциклопедистом як маніфест боротьби за свободу. Дідро, до речі, був одним з перших, хто сформулював поняття «загальнолюдські цінності». І те, що молоді актриси взялися, як дебют, саме за такий твір, ще раз доводить, що це не зовсім «одностатеве мистецтво» за принципом «дівчата для дівчат».
Цю постановку театр показував на сцені київського «Молодого театру». Ще однією виставою стала буфонада за романом Хуліо Кортасара «Хроніки хронопів і фамів». Гротескний жанр «Хронік» передбачає клоунаду на сцені. Це абсолютна протилежність «Сповіді» — та актриси постають в абсолютно іншому амплуа.